# Antonio Cabrera
Antonio Cabrera foi um futebolista paraguaio que atuava como defensor.

## Carreira
Antonio Cabrera fez parte do elenco da Seleção Paraguaia de Futebol, na Copa do Mundo de 1950 no Brasil.